# Kolondiéba (krets)
Kolondieba Cercle är en krets i Mali.   Den ligger i regionen Sikasso, i den södra delen av landet, 240 km sydost om huvudstaden Bamako. Antalet invånare är 202 618. Arean är 9 200 kvadratkilometer.
Terrängen i Kolondieba Cercle är platt.